# Songs of a Lifetime
Song for a Lifetime è un album dal vivo del musicista britannico Greg Lake, pubblicato nel 2003 dalla Manticore. Contiene brani, suonati dallo stesso Lake durante il suo omonimo tour, che sottolineano la sua carriera di musicista.

## Tracce
Tutti i testi sono di Greg Lake, tranne dove indicato.
1. 21st Century Schizoid Man – 1:00 (testo: Peter Sinfield – musica: Fripp-Lake-Giles-McDonald)
2. Lend Your Love to Me Tonight – 3:39 (testo: Peter Sinfield – musica: Greg Lake)
3. Songs of a Life time Tour Introduction (monologo) – 1:03
4. From the Beginning – 5:03 (musica: Greg Lake)
5. Tribute to the King (monologo) – 7:03
6. Heartbreak Hotel – 2:25 (testo: Mae Boren Axton – musica: Durdon-Presley)
7. Medley – 5:05
8. King Crimson Cover Story (monologo) – 4:46
9. I Talk to the Wind – 4:29 (testo: Peter Sinfield – musica: Ian McDonald)
10. Ringo and the Beatles (monologo) – 4:15
11. You've Got to Hide Your Love Away – 2:51 (Lennon-McCartney)
12. Touch and Go – 3:06 (Tradizionale)
13. Trilogy – 2:56 (musica: Keith Emerson)
14. Still... You Turn Me On – 3:34 (musica: Greg Lake)
15. Reflection of Paris (monologo) – 1:21
16. C'est la Vie – 3:58 (testo: Peter Sinfield – musica: Greg Lake)
17. My Very First Guitar (monologo) – 4:05
18. Lucky Man – 4:45 (musica: Greg Lake)
19. People Get Ready – 3:25 (Curtis Mayfield)
20. Karn Evil 9: First Impression, Part 2 – 5:41 (musica: Keith Emerson)

## Musicisti
- Greg Lake - voce[2], chitarra acustica 6[3] e 12 corde[4], chitarra elettrica 6[5] e 12 corde[6], basso[7], tastiere[8]
- April Laragy Stein - fisarmonica[9]
- André Cholmondeley e John Michael Engard - chitarre[10]
- April Laragy Stein, Cassidie Smith, John Akers, John Michael Engard, Katie Andrianos, Mary Ellen Hayden, Rob LaVaque, Terry Hand-Smith - coro